# Eugenia O'Reilly Regueiro
Eugenia O'Reilly Regueiro es una matemática mexicana especializada en combinatoria algebraica y particular en las simetrías de diseños combinatorios, grafos circulantes y politopos abstractos. Es investigadora del Instituto de Matemáticas de la Universidad Nacional Autónoma de México (UNAM).

## Biografía
Es originaria de la Ciudad de México. Fue estudiante de matemáticas en la UNAM, egresando en 1995. Durante los siguientes dos años continuó trabajando en la UNAM como ayudante en el departamento de matemáticas de la Facultad de Química, mientras aprendía a tocar el clavecín en la Facultad de Música, trabajando allí con la clavecinista, Luisa Durón.
Posteriormente, con una beca de la Dirección General de Asuntos del Personal Académico (DGAPA) de la UNAM, viajó a Inglaterra para realizar estudios de posgrado en el Imperial College London, en ese entonces parte del sistema de la Universidad de Londres. Obtuvo su doctorado en 2003 con la tesis, Diseños simétricos transitivos de bandera, bajo la supervisión doctoral de Martin Liebeck.
Al concluir su doctorado regresó a la UNAM como investigadora del Instituto de Matemáticas. Fue elegida miembro de la Academia Mexicana de Ciencias en 2022.